# 아시니보인족

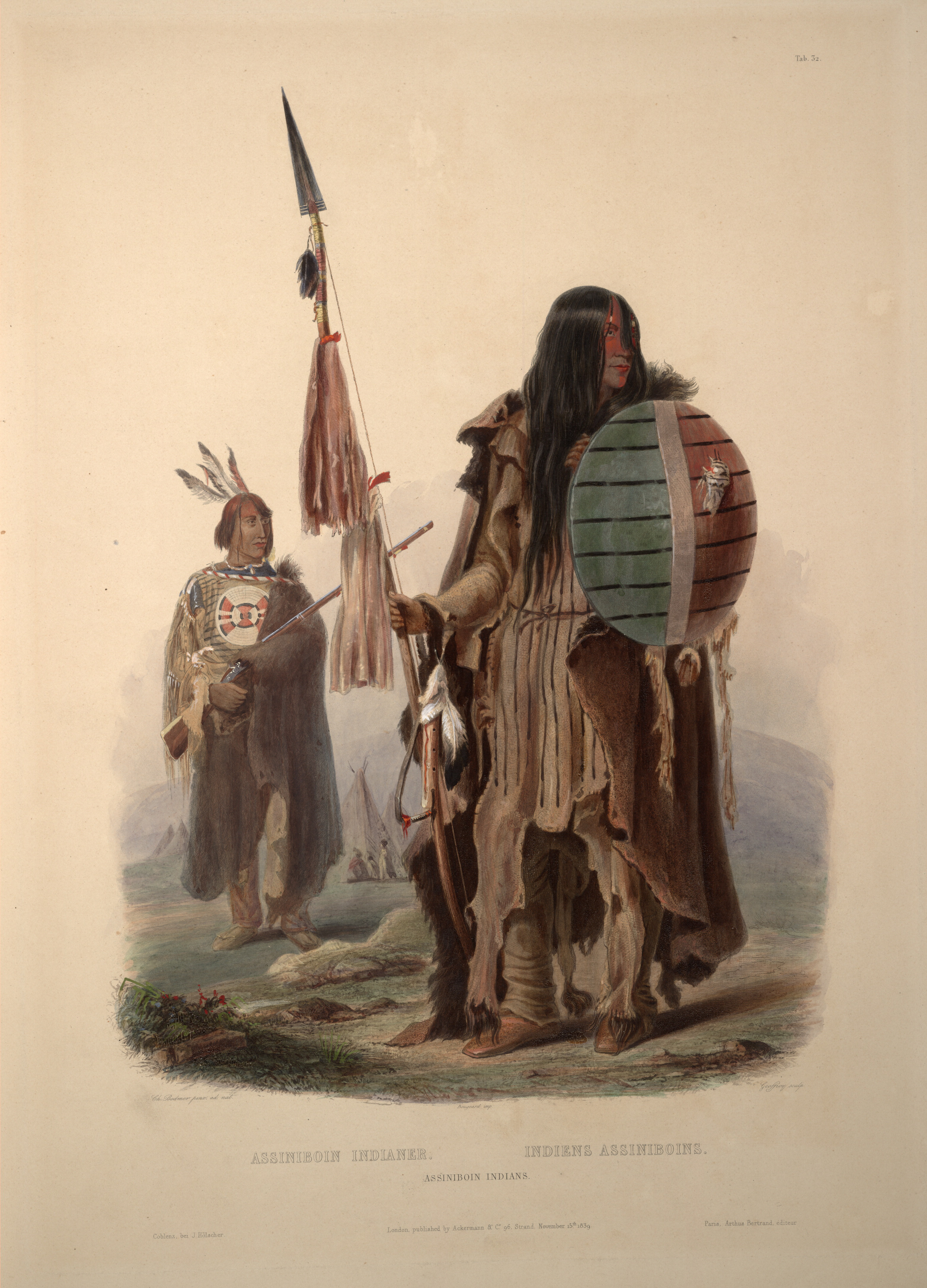
아시니보인족 전사 2명. (칼 보드머 작)

아시니보인족(Assiniboine 등) 또는 나코타족(Nakota / Nakoda 등)은 북아메리카 대평원 북부에 거주하던 원주민 민족집단이다. 현대에는 캐나다 서스캐처원주에 집중되어 있으며 이외에 인접한 앨버타주, 매니토바주와 미국의 몬태나주, 노스다코타주에도 분포한다. 18세기 말부터 19세기 초까지 크리족 등과 함께 무쇠 연맹(Iron Confederacy)을 이룬 것으로 잘 알려져 있다. 19세기 화가 칼 보드머와 조지 캐틀린 등이 이들의 모습을 그림으로 남겼다.
언어는 수어족 계통의 아시니보인어를 사용했는데 오늘날에는 21세기 초 기준 약 150명의 화자만이 남아있다. 아시니보인어는 앨버타의 퍼스트 네이션인 스토니족의 언어인 나코타어와 밀접한 관계로서, 이 언어는 수어(Sioux)의 먼 변종이지만 상호 의사소통은 불가능했다.